# Minzy
Minzy, née Kong Min-ji (coréen : 공민지) le 18 janvier 1994 à Séoul, est une chanteuse et danseuse sud-coréenne, elle est membre du groupe 2NE1 entre 2009 et mai 2016, puis reviens en 2024 pour la reformation du groupe.
Elle a rejoint le label Music Works le mai 2016 mais à la suite de problèmes, elle quitte son agence le 17 mai 2020 et crée ensuite sa propre agence, MZ.ENT.
Son premier album Minzy Work 01: "Uno" est sorti le 17 avril 2017.

## Biographie
Née à Séoul en Corée du Sud, Minzy déménage à Gwangju peu de temps après où elle participe durant son enfance à de nombreux concours de danse et compétitions de chant.
 
Minzy et sa famille sont de confession chrétienne. Elle est la petite fille de Ok-jin Gong, danseuse folklorique de renommée en Corée du Sud, morte en juillet 2012 alors que 2NE1 est en pleine promotion de leur single I Love You. Sa sœur aînée, Min-Young, est une chanteuse de gospel.

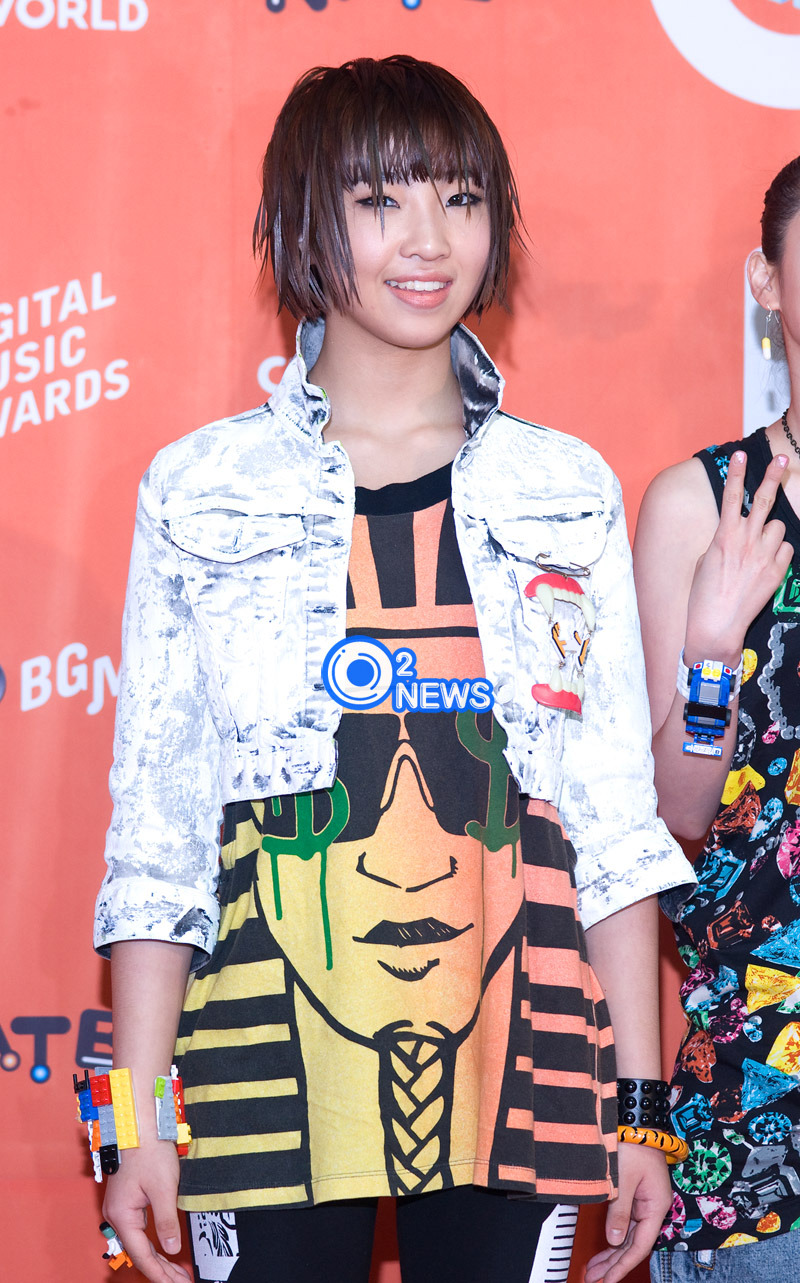
Minzy en 2009

Alors qu'elle n'a que 11 ans, une personne dont elle ne connaît pas l'identité la filme durant une compétition de danse et publie la vidéo sur internet. Cette vidéo attire l'attention de Yang Hyun-suk -président-directeur général de YG Entertainment- qui décide de prendre contact avec elle et de la recruter.
 
En 2005 elle retourne alors à Séoul afin de s'entraîner au sein de YG Entertainment.
En 2009, à l'âge de 16 ans et après cinq ans d'entraînement, elle débute finalement sa carrière en tant que membre du groupe 2NE1.
Dans une interview en novembre 2013, Minzy dévoile qu'elle a enregistré un solo en 2011 mais ne sait pas quand il sortira.
En février 2014 Minzy rentre à l'université Baekseok -école privée chrétienne-, alors que 2NE1 s'apprête à entamer une année chargée entre la promotion de leur album Crush et leur tournée All or Nothing World Tour. Elle avait arrêté l'école en 2009 afin de se consacrer à sa carrière et au groupe.
Début octobre 2015 elle officialise l'ouverture de sa propre académie de danse, la Millenium Dance Academy se situant à Yangcheon-gu à Séoul.

## Départ du groupe 2NE1
Le 5 avril 2016 des rumeurs apparaissent sur le net selon lesquelles Minzy serait en contact avec différents labels.

YG Entertainment décide alors de réaliser un communiqué de presse et d'annoncer aux fans que le contrat de 2NE1 prendra fin le 5 mai 2016 et que Minzy quitte le groupe et le label après discussions en janvier quant à ses projets.

## Nouveau label et projet solo en préparation
Le 16 mai 2016 le label sud-coréen Music Works officialise l'arrivée de Minzy parmi les leurs. Elle commencera à plancher sur son album après la fin de son année scolaire. Le label déclare également qu'elle entraînera un groupe qui devrait débuter en 2017.

## 2017: Sister's Slam Dunk et premier album
En janvier est annoncé que Minzy fera partie du casting de la saison 2 de Sister's Slam Dunk aux côtés de Kim Sook, Hong Jin-kyung, Kang Ye-won, Han Chae-young, Hong Jin-young et Jeon So-mi.

Le premier épisode est diffusé le 10 février 2017, le show de variété est toujours en cours de diffusion.
Le 7 mars 2017 sort I Wanted to Love le premier OST de Minzy pour le drama Rebel: Thief Who Stole the People. 
Le 17 avril 2017 sort son premier mini album intitulé MINZY WORK 01 UNO. Il comprend six morceaux dont deux en featuring avec Jay Park et Flowsik.
Le même jour, elle a tenu son premier showcase pour présenter ce premier EP.
Minzy a commencé la promotion du single Ni Na No le 18 avril 2017 sur SBS's MTV : The Show.
Suivies de prestations sur SBS Inkigayo, Show Champion, Show! Music Core, Music Bank et M Countdown.
Elle a aussi performé Superwoman une seule fois.
En mai, des fanmeetings sont prévus.
2020: Nouveau Single "LOVELY"
En 2020 Minty sort son nouveau single "Lovely" et fait découvrir une nouvelle image d'elle même a ses fans avec un concept plus sentimental et printanier,

## Influences musicales
Minzy cite Michael Jackson comme influence musicale principale. Elle déclare par ailleurs être une grande fan de Usher et des Black Eyed Peas et plus particulièrement de Fergie.

## Discographie

### Mini-album (EP)
| Titre                | Détails de l’album                                                                                               | Meilleures positions | Meilleures positions | Meilleures positions | Meilleures positions | Ventes        |
| Titre                | Détails de l’album                                                                                               | COR                  | NZ Heat              | US Heat              | US World             | Ventes        |
| -------------------- | --- | -------------------- | -------------------- | -------------------- | -------------------- | ------------- |
| Minzy Work 01: "Uno" | - Date de sortie : 17 avril 2017 - Labels : The Music Works, Sony Music - Formats : CD, téléchargement numérique | 10                   | 10                   | 21                   | 2                    | - COR : 3 347 |

### Singles
| Titre                                                                               | Année | Meilleures positions | Meilleures positions | Ventes                 | Album               |
| Titre                                                                               | Année | COR                  | US World             | Ventes                 | Album               |
| ----------------------------------------------------------------------------------- | ----- | -------------------- | -------------------- | ---------------------- | ------------------- |
| "Please Don't Go" (avec CL)                                                         | 2009  | 6                    | —                    | NC                     | To Anyone           |
| "Ninano" (니나노) feat. Flowsik                                                     | 2017  | 44                   | 18                   | - COR : plus de 38 531 | Minzy Work 01: Uno  |
| "All Of You Say"                                                                    | 2018  | —                    | —                    | NC                     | Non issu d’un album |
| "Lovely"                                                                            | 2020  | 2                    |                      |                        | Lovely              |
| "Teamo"                                                                             | 2021  |                      |                      |                        | Teamo               |
| "—" signifie que le titre ne s'est pas classé ou n'est pas sorti dans cette région. |       |                      |                      |                        |                     |

### Bande son
| Titre              | Année | Album                |
| ------------------ | ----- | -------------------- |
| "I Wanted to Love" | 2017  | The Rebel            |
| "걸어가 (Walking)" | 2018  | Partners for Justice |